# Con te partirò
«Con te partirò» (итальянский: /kon ˈte ppartiˈrɔ/; рус. Пойду с тобой или Отправлюсь с тобой) — песня в жанре классический кроссовер, написанная Франческо Сартори (музыка) и Лучио Кварантото (текст) для Андреа Бочелли, который впервые исполнил её на фестивале в Сан-Ремо в 1995 году и включил запись этого выступления в свой альбом Bocelli, изданный в том же году. Сингл «Con te partirò» с бисайдом «Vivere» возглавил сначала французский чарт, став одним из самых успешно продаваемых синглов в стране, а затем — бельгийский, побив рекорд страны по продажам.
Вторая, итальянская версия песни (запев на итальянском языке, припев содержит строку «Time to say goodbye», на английском) написана в 1996. Исполненная Бочелли в дуэте с Сарой Брайтман, она имела ещё больший успех, возглавив хит-парады многих европейских стран, в числе которых Германия, где композиция продемонстрировала наилучшие за всё время продажи среди синглов. Более чем 12 млн проданных копий делают эту версию песни одним из самых продаваемых в мире синглов.

## Релиз и приём
Оригинальный сингл, выпущенный лейблом Polydor Records, не имел коммерческого успеха в Италии и редко попадал в эфир местных радиостанций. При этом в национальном чарте Франции он лидировал на протяжении четырёх недель, а в бельгийских Валлонии и Фландрии — пять и десять недель соответственно.
В Германии к декабрю 1996 года сингл «Time to Say Goodbye», изданный там лейблом East West Records, достиг первой строчки хит-парада и продавался ежедневно в количестве 40—60 тыс. копий. Аудитория немецких радиостанций также тепло встретила песню. Уровень продаж в 1,65 млн штук позволил синглу к февралю следующего года побить в Германии рекорд по продажам и в итоге стать одиннадцать раз золотым с 2 750 000 реализованных копий.
«Time to Say Goodbye» поднялся до второй позиции британского хит-парада синглов и получил в стране статус золотого.
Песня вошла в альбом Сары Брайтман 1997 года Timeless, который был переименован для США в Time to Say Goodbye. Кроме того, Брайтман записала сольную версию композиции. Бочелли и Брайтман неоднократно исполняли «Time to Say Goodbye» дуэтом на различных концертах.

### Позиции в чартах
| Страна             | Высшая позиция | И.     |
| ------------------ | -------------- | ------ |
| Австрия            | 1              | [ 13 ] |
| Бельгия (Фландрия) | 6              | [ 14 ] |
| Великобритания     | 2              | [ 15 ] |
| Германия           | 1              | [ 13 ] |
| Ирландия           | 1              | [ 16 ] |
| Нидерланды         | 5              | [ 13 ] |
| Франция            | 1              | [ 13 ] |
| Швейцария          | 1              | [ 13 ] |
| Швеция             | 31             | [ 13 ] |

| Страна             | Высшая позиция | И.     |
| ------------------ | -------------- | ------ |
| Бельгия (Валлония) | 1              | [ 17 ] |
| Бельгия (Фландрия) | 1              | [ 17 ] |
| Великобритания     | 69             | [ 18 ] |
| Нидерланды         | 18             | [ 17 ] |
| Франция            | 1              | [ 17 ] |

### Сертификации
«Time to Say Goodbye»
| Страна         | Сертификация | Продажи   | И.     |
| -------------- | ------------ | --------- | ------ |
| Австрия        | Платина      | 30 000    | [ 19 ] |
| Великобритания | Золото       | 400 000   | [ 20 ] |
| Германия       | 11× Золото   | 2 750 000 | [ 21 ] |
| Швейцария      | 2× Платина   | 100 000   | [ 22 ] |
| Япония         | Золото       | 100 000   | [ 23 ] |